# Професионална гимназия по селско стопанство (Велики Преслав)
Професионална гимназия по селско стопанство е професионално училище във Велики Преслав.
Гимназията е разположенао на адрес ул. „Любен Каравелов“ № 49 . Директор на училището е инж. Евдокия Антонова.
Училището е създадено през учебната 1958/1959 година с името СПТУ по СС „Ив. Мичурин“. Носител на орден „Кирил и Методий“ ІІІ степен.
В гимназията се осъществява прием на ученици след завършено основно образование. Учениците се обучават по професии и специалности от областта на селското стопанство в следните, професии и специалности:
- Техник-лесовъд, спец. Горско и ловно стопанство;
- Техник-растениевъд, спец. Растителна защита и агрохимия;
- Икономист, спец. Земеделско стопанство;
- Механизатор на селскостопанска техника, спец. Механизация на селското стопанство;
- Лозаровинар, спец. Лозаровинарство;
- Организатор на туристическа и агентска дейност, спец. Селски туризъм;

Гимназията е член на асоциацията на Кеймбридж училищата в България. До 2009 година училището работи по проекти за училищно партньорство с гр. Гросенхайн, Германия за обмен на ученици и стажанти в областта на селското стопанство.
Учениците на Професионална гимназия по селско стопанство град Велики Преслав са лауреати на национални състезания и конференции от областта на горското и селското стопанство организирани от Лесотехническия университет в Юндола и Тракийския университет в Стара Загора.
Гимназията работи по четири проекта от ОП „Развитие на човешките ресурси“
- Да направим училището привлекателно за младите хора „Училище за себеутвърждаване и подготовка към европейски хоризонти“ (УСПЕХ);
- Проект „Квалификация на педагогическите специалисти“,
- Проект „Ученически практики“;
- проект „Нова възможност за моето бъдеще“.